# Kim Faarvang Olsen
'Kim Faarvang Olsen var en cykelrytter, som kørte for Roskilde Cykle Ring. I 1983 vandt han junior VM i holdløb (med Søren Lilholt, Alex Pedersen, og Rolf Sørensen).